# I-War: Rebellion im Universum
I-War: Rebellion im Universum (Originaltitel: I-War: Enter Infinity) ist eine Weltraum-Flugsimulation von Particle Systems für Windows. Sie erschien im November 1997 über Infogrames bzw. deren britische Tochter Ocean Software. In den USA erschien das Spiel unter dem Titel Independence War: The Starship Simulator, da Atari Corporation bereit 1995 ein gleichnamiges Spiel veröffentlicht hatte und daher die Namensrechte hielt.
Particle Systems entwickelte eine Erweiterung mit dem Untertitel Defiance, die 1999 kombiniert mit dem Hauptprogramm als Independence War Special Edition (USA: Independence War Deluxe) auf den Markt kam. 2001 erschien der Nachfolger Independence War 2: Edge of Chaos

## Handlung
Im 23. Jahrhundert hat die Menschheit sich auf andere Sternensysteme ausgedehnt und mit Hilfe von Sprungtoren zur interstellaren Fortbewegung ein Kolonialreich errichtet. Doch es kommt zunehmend zu Spannungen zwischen der Zentralregierung des Commonwealth und den sogenannten Indies, eine Guerillagruppe aus Freiheitskämpfern, Terroristen und Piraten, die für die Unabhängigkeit vom Muttersystem kämpfen. Der Konflikt dauert bereits seit 100 Jahren an. Das 14-minütige Introvideo zeigt die letzte Mission des Navy-Captains Jefferson Clay, der im Jahr 2263 unter Aufopferung seines Lebens die vollständige Blockade eines Sprungtores durch die Indies verhindern kann. Fünf Jahre nach dem Tod Clays tritt die namenlose Spielerfigur ihren Dienst als junger Commonwealth-Captain an Bord der Dreadnaught-Korvette an. Er soll die Angriffe und Überfälle der Rebellen auf Schiffe der Navy und die Einrichtungen des Commonwealth eindämmen. Dabei kann der Spieler im gewissen Umfang den Handlungsverlauf mitbestimmen, je nachdem kommt es zu Variationen des Spielendes.
In der Erweiterung Defiance schlüpft der Spieler in die Rolle von Edison Hayes, einem Captain der Indie-Flotte, der den Befehl über das Raumschiff „Spartacus“ innehat. Die aus 18 Missionen bestehende Kampagne bildet das Gegenstück zur Hauptkampagne.

## Spielprinzip
Der Spieler streift mit seinem Schiff durch den Sektor und übernimmt unterschiedliche Missionen. Anders als in vergleichbaren Spielen steuert er nicht nur einen Jäger oder Frachter, sondern ein größeres Kampfschiff. Insgesamt gibt es 100 Missionen, typische Varianten sind Patrouillenflüge, Reparaturaufträge oder Kampfeinsätze gegen Indies. Um die verschiedenen Aufgaben wahrzunehmen, wechselt der Spieler üblicherweise innerhalb des Schiffs zwischen der Kommandobrücke (Auftragsannahme, Fernsteuerung von Raumgleitern), dem Navigationsraum (Flugmodus), der Waffenzentrale (Kampfmodus) und dem Maschinenraum (Reparaturen). Die Kommandokapsel des Schiffs kann vom Rumpf abgetrennt werden und an andere Schiffe angekoppelt werden.
Eine weitere Besonderheit im Vergleich zu anderen Genrevertretern sind die Flugeigenschaften des Raumschiffs, die sich an den Newtonschen Gesetzen orientieren. Dadurch verändert das Schiff bspw. aufgrund der Masseträgheit und der fehlenden Reibung des Weltraums seine Geschwindigkeit und Richtung erst, sobald ein entsprechender (Gegen-)Schub ausgelöst wird.

## Entwicklung
Die Arbeiten am Spiel begannen zunächst im Auftrag von Philips Media. Unter dem Arbeitstitel „big ships“ gestartet, sollte es ursprünglich Dreadnought (engl.für Schlachtschiff) heißen. Mit Blick auf die nicht-englischsprachigen Verkaufsregionen wurde der Titel in Infinity War abgeändert. Wegen eines gleichnamigen Comicstrips von Marvel musste dieser Name schließlich zu I-War verkürzt werden. Als Philips seine Spielesparte schloss, gingen die Assets an Infogrames, die das Projekt fortführten und unter diesem Titel in Europa veröffentlichten. Vor dem US-Release stellte sich jedoch heraus, dass der Titel I-War bereits von der Atari Corporation geschützt worden war, die 1995 ein gleichnamiges Spiel für den Atari Jaguar veröffentlicht hatte. Daher wurde der Titel für den US-Release nochmals geändert zu Independence War. Infogrames gelangte später durch Zukäufe in den Besitz der Atari-Namens- und Markenrechte und benannte sich in Atari SA um.
Die zuerst veröffentlichte europäische Version von I-War verwendete für die 3D-Darstellung zunächst nur Software Rendering. Raumschiffe bestehen aus 250 bis 400 Polygonen, gesamte Szenen aus 3000 bis 5000. Für die US-Version wurde eine 3D-Hardwareunterstützung für 3dfx-Grafikkarten eingebaut, die per Patch nachträglich auch in der europäischen Fassung implementiert wurde.

## Rezeption
„Nein, trotz auffallenden Ähnlichkeiten mit der ‚Wing Commander‘-Serie ist ‚I-War‘ kein billiger Clone, sondern ein eigenständiges Produkt. Nicht nur die interessante Rahmenstory sticht ins Auge, sondern vor allem die erstklassige Grafik, die ohne 3D-Beschleuniger auskommt und trotzdem allererste Sahne ist. Das Fluggerät reagiert sehr gut, wenngleich die Bedienung anfangs nicht besonders einfach ist. […] Etwas irritierend fand ich allerdings den doch recht heftigen Schwierigkeitsgrad und die Länge der Missionen. Mit bis zu 20 Minuten muß man pro Mission schon rechnen, zumindest bei den späteren Aufträgen. […] Erfahrenen Fliegerassen gibt I-War genau den richtigen Kick, Einsteiger im Genre sind aber deutlich überfordert.“

„Der Einstieg in I-War entsetzte mich völlig: Tabellen und Abkürzungen täuschen Komplexität vor, während der tatsächlich daraus resultierende Nutzen gen Null tendiert. […] Als ich mir jedoch schließlich den Weg durch die unzähligen Menüs gebahnt und die (zahlreichen) unwichtigen von den (wenigen) wichtigen Befehlen zu unterscheiden gelernt hatte, machte das Weltraumspektakel doch Spaß. Schnieke Grafik, intelligente Computergegner und (im Rahmen des Genres) realistisches Flugverhalten sorgen dafür, daß ich mich erbittert durch die mitunter haarigen Missionen kämpfe. Eine [sic!] weiteres Plus stellen die sporadisch auftretenden Videosequenzen dar, die dem Geschehen merkbar Leben einhauchen.“

“Independence War not only provides the most detailed flight and systems modeling yet seen in a space sim, it also provides a complex, rewarding plot and a fully fleshed-out gaming world.”

„Independence War hat nicht nur das bislang detaillierteste Flug- und Systemmodell aller Weltraumsimulationen, es bietet auch eine komplexe, lohnenswerte Handlung und eine vollständig ausgearbeitete Spielwelt.“

Die US-amerikanische Spielezeitschrift Computer Games Strategy Plus zeichnete I-War 1998 als Science-Fiction-Simulation des Jahres aus. Auch die US-amerikanische Website GameSpot zeichnete das Spiel als Weltraumsimulation des Jahres aus.
Bei den Interactive Achievement Awards 1998 war das Spiel als beste Simulation nominiert, musste aber Need for Speed III: Hot Pursuit den Vortritt lassen.